# Berlanga del Bierzo
Berlanga del Bierzo é um município da Espanha na província de León, comunidade autónoma de Castela e Leão, de área  km² com população de 420 habitantes (2007) e densidade populacional de 15,1 hab./km².

## Demografia
| Variação demográfica do município entre 1991 e 2004 | Variação demográfica do município entre 1991 e 2004 | Variação demográfica do município entre 1991 e 2004 | Variação demográfica do município entre 1991 e 2004 |
| --------------------------------------------------- | --------------------------------------------------- | --------------------------------------------------- | --------------------------------------------------- |
| 1991                                                | 1996                                                | 2001                                                | 2004                                                |
| 499                                                 | 459                                                 | 396                                                 | 409                                                 |